# Lijst van personages uit Sliders
Dit is een lijst van personages uit de Amerikaanse sciencefictionserie Sliders.

## Quinn Mallory
Quinn R. Mallory is een van de hoofdpersonen uit de serie. Hij is de uitvinder van de slidertechniek. Hij wordt gespeeld door Jerry O'Connell in de eerste vier seizoenen, en door Robert Floyd in het laatste seizoen.
Quinn is geboren in 1973, en opgegroeid in San Francisco. Hij was blijkbaar een erg slimme student daar hij tweemaal een klas mocht overslaan. Hierdoor was hij echter wel de jongste en kleinste van zijn klas op de middelbare school, en vaak het doelwit van pestkoppen. In 1984 stierf zijn vader. Begin jaren 90 ging Quinn naar de California University om zijn master te halen in natuurkunde. 
In 1994 ontdekt hij een apparaat waarmee een poort kan worden geopend naar een parallel universum. Aan het begin van de serie nodigt hij zijn leraar Maximillian Arturo en zijn vriendin Wade Welles uit om met hem mee te gaan op zijn eerste tocht. Per ongeluk neemt hij ook zanger Rembrandt Brown mee. Dit is het begin van een lange reeks reizen naar andere universums.
In de rest van de serie leidt Quinn de Sliders, zoals de groep later genoemd wordt, op hun zoektocht naar hun eigen universum, die zij “Earth Prime” noemen. Hij komt hierbij net als de anderen regelmatig dubbelgangers van zichzelf tegen. 
In de aflevering "Genesis" van seizoen vier ontdekt Quinn dat hij zelf echter niet van Earth Prime afkomstig is. Hij is als baby door zijn ouders naar Earth Prime gestuurd vanuit een universum genaamd Kromagg Prime, de thuiswereld van een andere mensenras genaamd de Kromagg. Sindsdien is hij opgevoed door de Earth Prime-versies van zijn biologische ouders. Tevens ontdekt hij dat hij een broer heeft genaamd Colin.
Quinn is qua persoonlijkheid erg excentriek en staat open voor nieuwe dingen. Later in de serie krijgt hij meer de rol van actieheld.

### Quinn 2
De originele Quinn wordt voor het laatst gezien in de aflevering "Revelations". In de erop volgende aflevering, "The Unstuck Man", worden Quinn en Colin gebruikt als proefkonijnen door een wetenschapper die mensen en parallelle werelden probeert te fuseren. Quinn fuseert hierdoor met een alternatieve versie van zichzelf, die enkel bij zijn achternaam, Mallory, wordt genoemd. Door de fusie  krijgt Quinn een heel andere persoonlijkheid en iets ander uiterlijk. In deze nieuwe Quinn heeft duidelijk Mallory de overhand. Deze nieuw Quinn wordt doorgaans als een nieuw personage gezien, dat los staat van de oude Quinn.
In de laatste aflevering blijft Quinn/Mallory achter in het laatste universum dat de Sliders hebben bezocht, terwijl Rembrandt in zijn eentje terugkeert naar Earth Prime. 

## Wade Welles
Wade Kathleen Wells is de vriendin van Quinn Mallory. Ze wordt gespeeld door Sabrina Lloyd. Haar achternaam wordt soms ook gespeld als Wells.
Wade komt ook uit San Francisco, waar ze studeert aan North Shore Junior College en als bijbaantje werkt bij een computerwinkel. Ze studeert literatuur en poëzie. In de eerste aflevering nodigt Quinn haar uit om mee te gaan op zijn reis naar een parallel universum. 
Gedurende een groot deel van de serie reist ze met de Sliders mee. Ze is net als de anderen erg aangeslagen wanneer Arturo wordt vermoord. Ze kan tevens totaal niet overweg met zijn vervanger, Maggie Beckett. Pas nadat de twee elkaars leven redden beginnen ze beter met elkaar op te schieten. 
Wade wordt voor het laatst gezien in de aflevering “This Slide of Paradise”, waarin zij en Rembrandt naar Earth Prime afreizen, maar Quinn en Maggie naar een ander universum moeten uitwijken. Wanneer drie maanden later Quinn en Maggie eindelijk ook op Earth Prime arriveren, blijkt deze te zijn veroverd door de Kromagg. Zij hebben Wade gevangen en naar een kamp in een ander parallel universum gestuurd. Nog eens 18 maanden later zoekt Wade via Rembrand telepathisch contact met de Sliders. Op die manier leidt ze de Sliders naar het universum waar ze gevangen wordt gehouden, en waar haar brein door de Kromagg wordt gebruikt als een computer. Het blijkt onmogelijk te zijn om haar brein te bevrijden zonder haar hierbij te doden, dus blijft ze vrijwillig achter in dit universum. Wel saboteert ze een aantal pogingen van de Kromagg om andere universums binnen te dringen. Het is niet bekend wat er nadien met haar is gebeurd.

## Rembrandt Brown
Rembrandt Lee Brown is een zanger, die wordt gespeeld door Cleavant Derricks. Zijn artiestennaam is “The Crying Man”, omdat hij tijdens zijn optredens soms echt huilt.
Aan het begin van de serie staat Rembrandt, wiens hoogtijdagen als zanger inmiddels voorbij lijken te zijn, op het punt een comeback te gaan maken. Als onderdeel hiervan wil hij het Amerikaanse volkslied gaan zingen bij een belangrijke honkbalwedstrijd. Op weg naar het stadion rijdt hij langs het huis van Quinn, die net op dat moment een wormgat naar een ander universum opent. Omdat hij het wormgat te sterk maakt, komt het op straat terecht en wordt ook Rembrandt erdoor opgezogen. Zo komt hij onvrijwillig bij de Sliders terecht.
Omdat hij als enige onvrijwillig is meegegaan, is Rembrandt zeker in het begin erg vijandig tegenover Quinn. Pas later krijgt hij respect voor hem, en legt hij zich neer bij het feit dat het nog lang kan duren voor ze hun eigen universum terugvinden. 
Aan het eind van seizoen 3 worden Rembrandt en Wade eindelijk terug naar Earth Prime gestuurd, maar daar worden ze meteen gevangen door de Kromagg. Rembrandt wordt drie maanden later bevrijd door Quinn en Maggie wanneer die ook op Earth Prime arriveren. Hij vertelt hen vervolgens wat er met Wade is gebeurd. Door zijn ervaringen in de gevangenis ontwikkelt hij een sterk schuldgevoel. In de laatste aflevering van de serie krijgt Rembrandt een virus toegediend dat ongevaarlijk is voor mensen, maar dodelijk voor de Kromagg. Gewapend met dit virus gaat hij naar Earth Prime om de Kromagg daar te verslaan. Of hij hierin slaagt wordt niet getoond. 
Rembrandt is het enige personage die in de hele serie meedoet, en ook in de hele serie onveranderd blijft. Een aantal keer wordt in de serie gesuggereerd dat hij religieus is. 

## Maximillian Arturo
Professor Maximillian P. Arturo (vaak ook the professor, of simpelweg Professor genoemd) wordt gespeeld door John Rhys-Davies.
Arturo is geboren in Engeland ergens in de jaren 40. Zijn moeder en tante kwamen om bij een bombardement tijdens de Tweede Wereldoorlog. Als jonge volwassene diende Arturo in het leger. Na zijn dienstplicht te hebben vervuld emigreerde hij naar de Verenigde Staten, alwaar hij natuurkunde ging studeren. Hij trouwde met medestudent Christina Fox, maar zij stierf aan een hersenanurysma. Arthur heeft ook een zoon, maar het is niet bekend of Christina zijn moeder is.
Bij aanvang van de serie is Arturo professor in kosmologie en ontologie aan de California University. Door zijn theorieën over parallelle universums kwam Quinn op het idee een machine te maken die toegang gaf tot zo’n universum. Dat is ook de reden dat hij Arturo uitnodigde met hem mee te gaan.
Arturo is doorgaans arrogant en heeft een hoge dunk van zichzelf, maar zijn vele kennis en ervaring komt regelmatig van pas. Zo helpt hij onder andere penicilline uit te vinden in een wereld waar een ernstige ziekte heerst, en een atoombom te maken in een wereld die bedreigd wordt door een meteoor. Hij omschrijft mensen die niet voldoen aan zijn verwachtingen vaak als "blistering idiots." Hij heeft echter een zwakke plek voor mensen die hij als intellectueel ziet. Zo is hij een soort surrogaatvader voor Quinn. 
Arturo is tevens het middelpunt van een van de grootste mysteries in de serie.  In de aflevering "Post Traumatic Slide Syndrome" ontdekt een andere Arturo uit een parallel universum het geheim van de Sliders, en probeert met hen mee te gaan door zich voor te doen als hun Arturo. De twee Arturo’s raken in een gevecht verwikkeld, waarna een van hen meereist met de groep. In de rest van de serie wordt nooit onthuld welke van de twee Arturo’s nu met de groep is meegegaan, hoewel er volgens Tracy Tormé, de bedenker van de serie, wel aanwijzingen verstopt zijn in latere afleveringen.
In de aflevering "The Exodus, Part II" wordt Arturo doodgeschoten door kolonel Angus Rickman, wanneer hij een kogel opvangt die eigenlijk voor Quinn was bedoeld. Vanwege bovengenoemd mysterie is het echter mogelijk dat de Earth Prime-Arturo nog in leven is. In veel fanficties van de serie wordt deze situatie dan ook aangegrepen als manier om Arturo terug te laten keren.

## Maggie Beckett
Maggie A. Beckett wordt gespeeld door Kari Wührer. Ze is het eerste personage in de serie dat zich pas later bij de Sliders aansluit.
Maggie maakt haar debuut in de aflevering “The Exodus, Part I”. Hierin is ze een legerkapitein onder bevel van kolonel Angus Rickman. Ze is getrouwd met Dr. Stephen Jensen, en maakt deel uit van een plot om Dr. Jaribeck, een wetenschapper die ontdekt heeft dat al het leven op aarde spoedig zal worden uitgeroeid door een pulsar, te vermoorden. Wanneer Maggie de Sliders ontmoet, arresteert ze hen. Hierna wordt Quinn gedwongen om samen met haar echtgenoot, Dr. Jensen, de slidetechnologie te perfectioneren. Haar doel is om zo een wereld te vinden waarin de mensheid een nieuwe kolonie kan opbouwen. Nadat kolonel Rickman Dr. Jensen vermoordt, keert Maggie zich tegen hem. Omdat Rickman wegvlucht door een wormgat, kan Maggie alleen wraak nemen door hem achterna te reizen. Derhalve sluit ze zich aan bij de sliders.
In de afleveringen na haar komst staat Maggie duidelijk op slechte voet met Wade. Zo is Maggie kritisch over de manier waarop Wade rouwt om de dood van Arturo. Wade op haar beurt kan er niet tegen dat Maggie kolonel Rickman wil doden uit wraak. Pas nadat de twee een paar maal in een lastige situatie belanden en op elkaar aangewezen zijn, beginnen ze hun geschillen bij te leggen. In de aflevering "This Slide of Paradise"  wordt onthuld dat ze ooit een relatie had met Rickman, maar dat ze dit nu beschouwt als de grootste fout uit haar leven.
In de laatste aflevering blijft Maggie achter in het laatste universum dat de Sliders hebben bezocht, terwijl Rembrandt in zijn eentje terugkeert naar Earth Prime.

## Colin Mallory
Colin Mallory wordt gespeeld door Charlie O'Connell.
Colin is de broer van Quinn. Hij maakt zijn debuut in de laatste aflevering van seizoen 2 als de broer (Kit Richards) van een vroegere liefde van Quinn in de aflevering "As Time Goes By". En komt terug in seizoen 4 in de aflevering "Oh Brother, Where Art Thou?". Net als Quinn is Colin als baby door zijn ouders naar een ander universum gestuurd om hem uit handen van de Kromagg te houden. De Sliders vinden hem in een wereld die technologisch veel minder geavanceerd is dan Earth Prime. Hierin probeert Colin een aantal dorpelingen te imponeren met zijn uitvindingen, maar wordt door hen eerder als bedreiging gezien. In dit universum was Colin de eerste uitvinder van een machine die elektriciteit kon opwekken. Hij had in dit universum tevens een vriendin genaamd Suzanne, maar zij was al verloofd met iemand anders.
Na de Sliders te hebben ontmoet, sluit Colin zich bij hen aan. Dankzij de Sliders ontdekt Colin zijn ware afkomst. Vanwege het feit dat hij uit een minder geavanceerde wereld komt, komt hij regelmatig in contact met technologie die voor de andere Sliders alledaags is maar voor hem vreemd en verwarrend. 
In de aflevering "The Unstuck Man" wordt Colin net als Quinn gebruikt als proefkonijn door Dr. Oberon Geiger. Door zijn experimenten raakt Colin “los” van het multiversum, waardoor hij niet langer aan een specifieke wereld vastzit. Als gevolg daarvan raakt hij de andere Sliders kwijt in het wormgat, en belandt in een andere wereld dan zij. Nadien is er niets meer van hem vernomen.

## Diana Davis
Dr. Diana Davis wordt gespeeld door Tembi Locke. Ze komt alleen voor in het vijfde seizoen van de serie.
Diana is een wetenschapper en partner van Dr. Oberon Geiger. Samen werken de twee aan slidertechnologie. Ze werkt bij dit onderzoek ook samen met de Quinn van haar universum, hoewel hij door haar Mallory wordt genoemd. 
Diana is zich niet op de hoogte van Geigers ware intenties, totdat Rembrandt en Maggie naar haar universum komen. Al snel ontdekt ze dat de twee hier zijn beland doordat Geiger geknoeid heeft met het wormgat van de sliders. Als gevolg hiervan is tevens Quinn gefuseerd met Mallory en is Colin verloren geraakt in het wormgat. Ze is net op tijd om te verhinderen dat Geiger ook twee parallelle universums met elkaar laat fuseren. Wanneer Mallory aangeeft met Rembrandt en Maggie mee te gaan als vervanger van Quinn, gaat Diana ook met hen mee. 
In de laatste aflevering blijft Diana achter in het laatste universum dat de Sliders hebben bezocht, terwijl Rembrandt in zijn eentje terugkeert naar Earth Prime.

## Bijpersonen

### Amanda Mallory
Amanda Mallory is de moeder van Quinn Mallory. Ze wordt voor het eerst gezien in de pilotaflevering. Ze wordt gespeeld door Linda Henning in zes afleveringen, en Deanne Henry in twee afleveringen.
Amanda is de persoon naar wie Quinn het meest terugverlangt op zijn zoektocht naar zijn eigen universum. Dit gebeurt in de serie een paar keer. Van Amanda worden verschillende versies gezien in de verschillende parallelle universums. Zo blijkt de Amanda uit Earth Prime slechts Quinns adoptiemoeder te zijn, en is haar tegenhanger uit Kromagg Prime Quinns echte moeder. De Amanda van Earth Prime wordt in de aflevering "Genesis" gevangen door de Kromagg, waarna ze Quinn de waarheid verteld over zijn afkomst.
In de laatste aflevering wordt Amanada herenigd met Quinn, maar krijgt last van posttraumatische stressstoornis wanneer ze ontdekt wat er met hem is gebeurd. 

### Michael Mallory
Michael Mallory is de vader van Quinn Mallory. Zijn versie op Earth Prime is in 1984 om het leven gekomen, toen Quinn 11 was, maar hij wordt een paar maal gezien in andere universums waarin hij nog in leven is. Hij werd gespeeld door Tom Butler in de pilotaflevering en "Gillian of the Spirits"; Jim Turner in "Slide Like an Egyptian"; John Walcutt in "Genesis", "Oh Brother, Where Art Thou?", "Slidecage", "My Brother's Keeper", en "Revelations".
Quinn werd herenigd met de Earth Prime-versie van zijn vader in de aflevering "Slide Like an Egyptian", waarin hij proefkonijn wordt in een experiment om mensen het leven na de dood te laten ervaren. 
De Michael Mallory van Kromagg Prime, Quinns biologische vader, is de uitvinder van het virus waarmee de Sliders aan het eind van de serie de Kromagg hopen te verslaan.

### Pavel Kurlienko
Pavel Kurlienko (gespeeld door Alex Bruhanski) is een taxichauffeur die meedoet in veel afleveringen van seizoen 1. Een running gag omtrent zijn personage is dat hij in elk universum dat de Sliders bezoeken taxichauffeur is, ongeacht hoe verschillend deze universums van elkaar zijn. In de aflevering "Fever" vertelt hij Rembrandt dat het zijn lotsbestemming is om taxichauffeur te zijn, waarop Rembrandt antwoordt dat Pavel geen idee heeft hoe zeer hij gelijk heeft.

### Ross J. Kelly
Ross J. Kelly (gespeeld door John Novak) is een regelmatig terugkerend personage uit seizoenen 1 en 2. In de meeste universums is hij een advocaat gespecialiseerd in het helpen van slachtoffers van ongelukken. 

### Angus Rickman
Angus Rickman (gespeeld door Roger Daltrey en Neil Dickson.) is een marinekolonel uit een universum waarin de aarde wordt bedreigd door een pulsar. Hij is tevens de bevelhebber van Maggie Beckett. Hij maakte zijn debuut in de dubbele aflevering "The Exodus".
Rickman ontmoet de Sliders drie dagen voor de pulsar komt en dwingt hen om samen met Dr. Jensen de slidertechnologie te verbeteren, zodat de mensheid in een ander universum een kolonie kan stichten. Tevens laat hij Wade Welles 150 mensen uitzoeken om mee te gaan naar deze kolonie. Aanvankelijk is het de bedoeling dat de Sliders met Rickman en de 150 mensen meegaan, maar Rickman laat het wormgat extra vroeg openen en vermoordt Arturo wanneer de Sliders hem willen achtervolgen. Tevens vermoordt hij Dr. Jensen omdat die heeft ontdekt dat Rickman verantwoordelijk is voor enkele onmenselijke experimenten. Hierdoor haalt hij zich de woede van Maggie op de hals. Rickman gebruikt hierop zijn versie van de timer om een wormgat te openen naar een ander universum en te ontsnappen aan Maggie, Quinn, Wade en Rembrandt.
In de afleveringen erop achtervolgen de Sliders Rickman door verschillende parallelle universums. Ze komen hem weer tegen in de afleveringen "The Other Slide of Darkness", "Dinoslide" en ten slotte "This Slide of Paradise". In deze aflevering slagen de Sliders erin om Rickman zijn timer afhandig te maken, waardoor hij vast komt te zitten in dit universum. 

### Oberon Geiger
Oberon Geiger is een wetenschapper die voorkomt in seizoen 5 in de afleveringen "The Unstuck Man", "Applied Physics", en "Eye of the Storm". Door zijn experimenten met slidertechnologie komen de Sliders terecht in het universum van hem en Dr. Diana Davis. Tevens zorgt Geiger er met zijn experimenten voor dat Quinn fuseert met Mallory, en dat Colin verloren raakt in het wormgat. Hij probeert vervolgens twee parallelle universums te fuseren, maar dit wordt verhinderd door Diana. 